# Grumpier Old Men
Grumpier Old Men (Brasil: Dois Velhos Mais Rabugentos / Portugal: Como Pescar uma Italiana Sem Partir a Cana) é uma comédia romântica de 1995 estrelada por Jack Lemmon, Walter Matthau, Ann-Margret e Sophia Loren, com Burgess Meredith, Daryl Hannah, Kevin Pollak, Katie Sagona e Ann Morgan Guilbert e dirigido por Howard Deutch com o roteiro escrito por Mark Steven Johnson e a trilha sonora original composta por Alan Silvestri. É a continuação de Grumpy Old Men (filme de 1993).
Foi a última aparição de Burgess Meredith no cinema, que sofria de Alzheimer e teve que ser gentilmente treinado através de seu papel no filme.

## Sinopse
A briga entre Max e John esfriou e os dois consertam as coisas, e seus filhos, Melanie e Jacob, ficaram noivos. Enquanto isso, John está curtindo seu casamento com a nova esposa Ariel.
A temporada de pesca da primavera e do verão está em pleno andamento com a busca anual para capturar "Catfish Hunter", um peixe gato incomumente grande. No entanto, a loja de iscas local foi fechada após a morte de Chuck, o proprietário anterior, e Maria Ragetti comprou a propriedade com a intenção de convertê-la em um restaurante italiano chique.
Chateados, Max e John juntam forças para sabotar o restaurante. Eles são bem sucedidos no início com suas brincadeiras práticas. No entanto, quando Ariel descobre o que está acontecendo, ela pede a John que peça desculpas a Maria imediatamente, e ele o faz depois que Ariel o expulsa de casa. Max e Maria começam a namorar depois de descobrir uma paixão compartilhada pela pesca, enquanto sua mãe Francesca namora o pai de John, J.W..
Para complicar ainda mais as coisas, Jacob e Melanie cancelam o noivado devido ao estresse do envolvimento de seus pais. Ao ouvir as notícias, John e Max reacendem sua briga. Ariel está estressado por causa disso e deixa John. No restaurante, Francesca está preocupada com o tempo que Maria passa com Max. Ela lembra à filha seus cinco casamentos fracassados e teme que Max faça seis.
Depois de convencida a dar uma longa olhada em si mesma, Maria relutantemente para de ver Max. Atormentado com a perda de Ariel, John dirige-se ao lago para o conselho de seu pai, mas descobre que ele faleceu. Após o funeral, John e Max cancelam sua briga novamente e John e Ariel se reconciliam.
Depois de perceberem que a própria incapacidade de planejar adequadamente um casamento é o que levou os filhos a desistir, eles decidem consertar isso. Eles ajudam Jacob e Melanie a se reconciliar, e conseguem pegar "Catfish Hunter" e liberá-lo, depois esclarecem seu próprio drama. Max e Maria se reconciliam e, eventualmente, se casam, e no caminho para a lua de mel, descobrem o buldogue caolho de Max, Lucky, no carro com eles. A Ragetti's foi reformada para que também seja uma loja de isca.

## Elenco
- Walter Matthau - Max Goldman
- Jack Lemmon - John Gustavson
- Ann-Margret - Ariel Truax Gustafson
- Sophia Loren - Maria Sophia Coletta Raghetti Goldman
- Ann Morgan Guilbert - Francesca "Mama" Ragetti (avó)
- Burgess Meredith - John Gustafson Sr. (avô)
- Daryl Hannah - Melanie Gustafson Goldman
- Kevin Pollak - Jacob Goldman
- Katie Sagona - Allie (filha de Melanie)

## Recepção

### Bilheteria
Grumpier Old Men foi um sucesso e faturou US$71 milhões nas bilheterias norte-americanas, em um orçamento de produção de US$25 milhões. Grumpier Old Men venceu o total de US$70 milhões do seu antecessor e custou US$10 milhões a menos do que o original. O filme foi lançado no Reino Unido em 1 de março de 1996.

### Resposta da crítica
No Rotten Tomatoes, o filme tem uma classificação de aprovação de 17% com base em 18 críticas, com uma média de classificação de 4.2/10. Em Metacritic, que atribui uma classificação média ponderada a críticas, o filme tem uma pontuação de 46 em 100, com base em 14 críticos, indicando "críticas mistas ou médias". As audiências consultadas pelo CinemaScore deram ao filme uma nota média de "A-" na escala A+ a F.
Roger Ebert atribuiu ao filme uma pontuação de 2 de 4 estrelas. Kevin Thomas, do Los Angeles Times, descreveu o filme como artificial e superando o poder das estrelas do elenco. Stephen Holden, do The New York Times, escreveu: "Grumpier Old Men, dirigido por Howard Deutch a partir de um roteiro de Mark Steven Johnson, que também escreveu o primeiro filme, nem tenta fazer sentido. E, apesar de toda a reclamação, ninguém fica bravo por muito tempo".